# Hugh Aston
Hugh Aston, född omkring 1485, begravd 17 november 1558, var en kompositör från England. Hugh var verksam under den tidigare delen av Tudor perioden. Endast en liten del av hans musik har överlevt till eftervärlden. 

## Musik
- Missa Te Deum (fyra röster)
- Missa Videte manus meas (sex röster)
- Gaude mater matris Christe (fyra röster)
- Te Deum laudamus (fyra röster)

## Inspelningar
- Music for Compline, Stile Antico, Harmonia Mundi USA HMU 907419. Inkluderar Gaude, virgo mater Christi och verk av Byrd, Tallis, Sheppard och White.